# Nowellia curvifolia
Espèce
Nowellia curvifolia est une espèce d'hépatiques (plantes primitives, embryophytes, non-vasculaires) de l'hémisphère nord, appartenant à l'ordre des Jungermanniales. Selon les classifications, elle appartient à la classe des Jungermanniopsida ou à celle des Hepatopsida.
Les anglophones l'appellent « Rustwort » ou parfois « Wood-rust ».

## Description
On la trouve notamment comme épiphyte corticole, essentiellement sur du bois mort et humide, et parfois sur l'écorce d'arbres debout, sur les faces où l'eau ruisselle. 

Les feuilles, d'environ 0,3 mm, en forme de goutte allongée et affinée en pointe, incurvées, ont une couleur allant du vert (quand elles sont jeunes) au brun-rougeâtre. Les feuilles ont une forme proche de celles de Cephalozia bicuspidata, mais cette dernière ne prend pas de couleur rougeâtre.

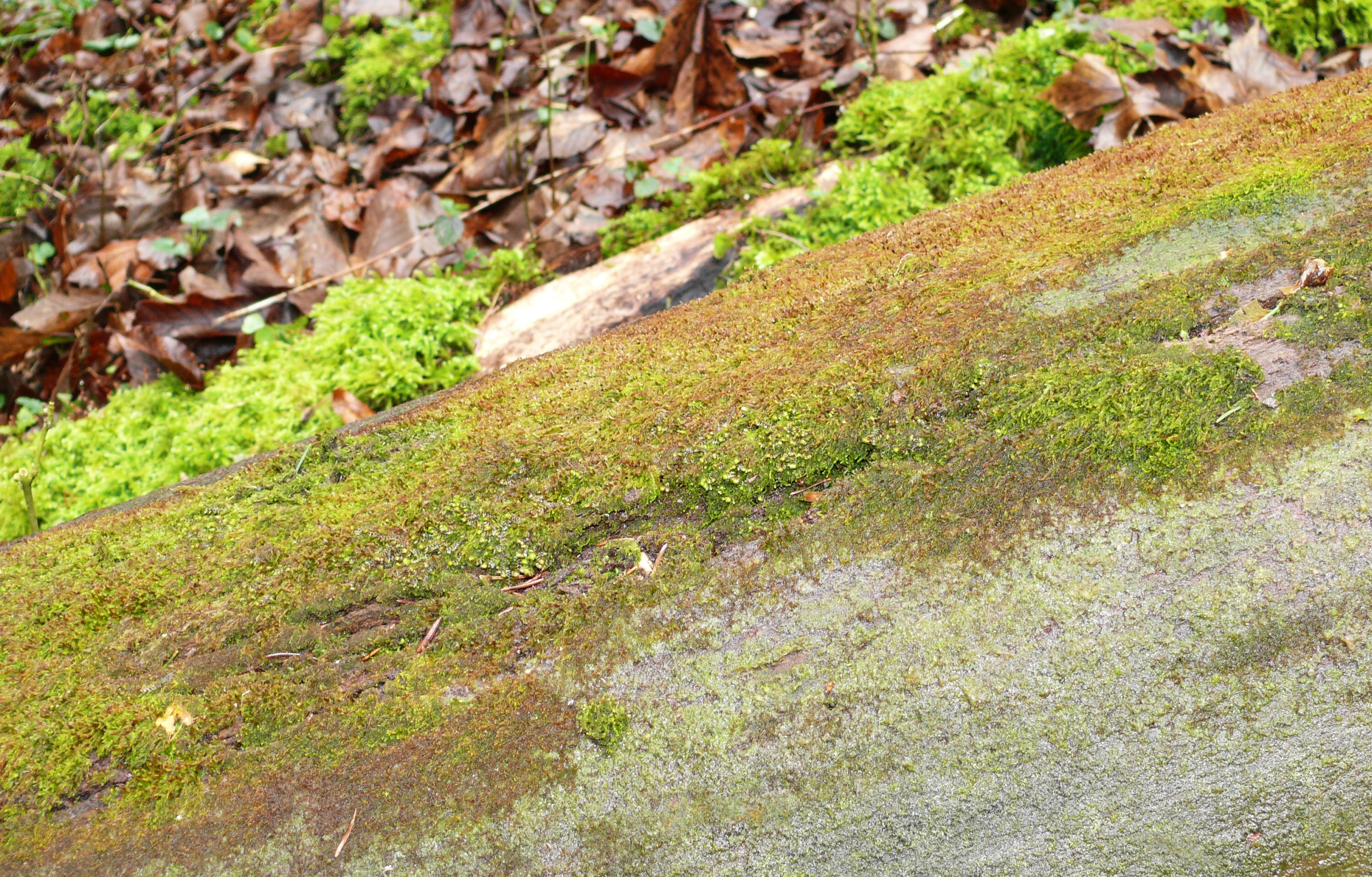
Nowellia curvifolia
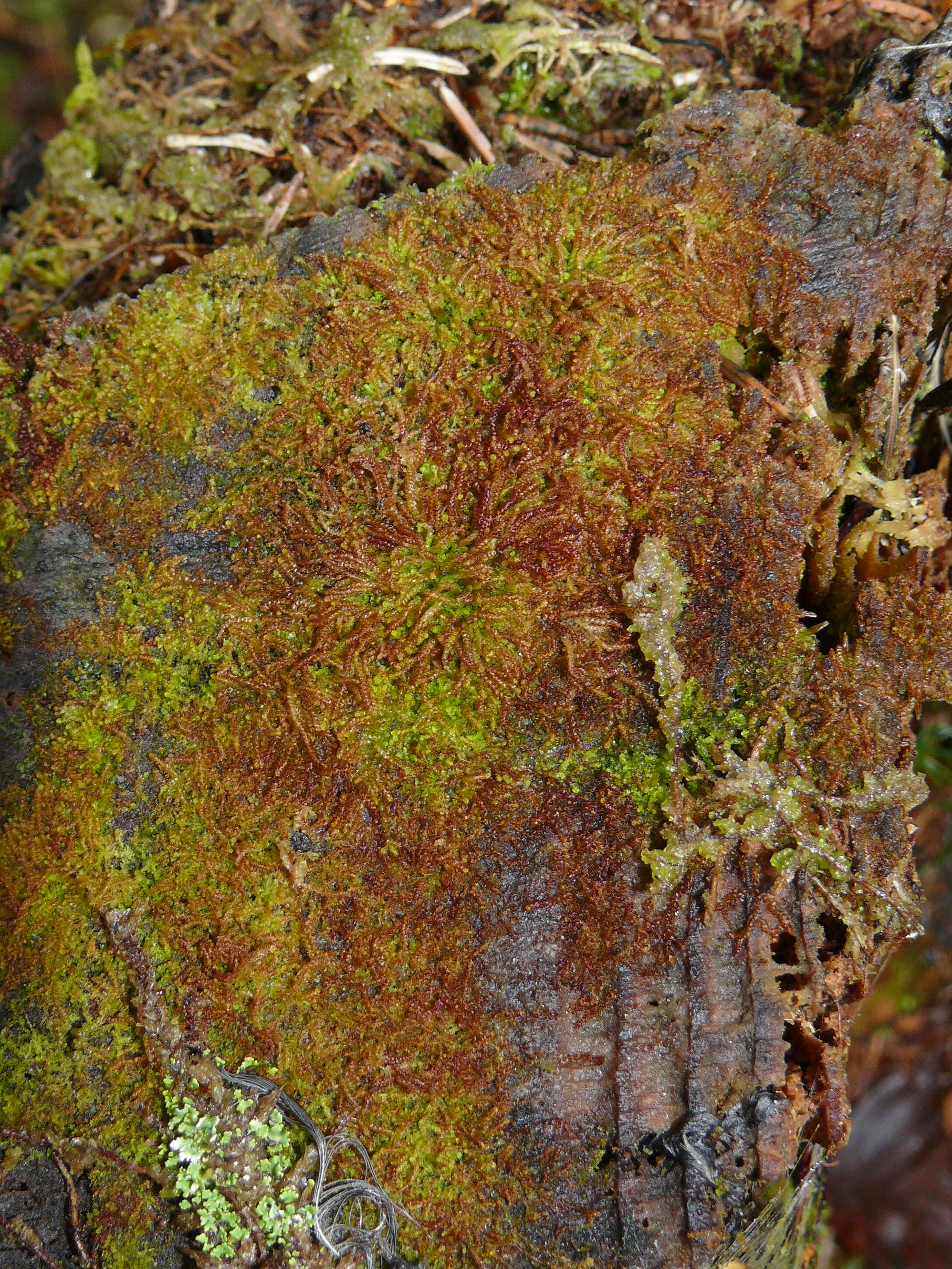
Nowellia curvifolia sur la section, en décomposition, d'un arbre mort

## Habitat
Zones boisées et d'ambiance très humides, bord de rivière, creux, ravins. En Grande-Bretagne, elle est plus présente à l'ouest qu'à l'est.

## Rareté ou menace
C’est une plante discrète, notamment menacée par la régression des milieux frais et humides qui lui conviennent.